# 석은미술문화 재단
석은미술문화 재단은 변종하의 미술을 기념하고 미술문화발전에 대한 그의 업적을 기리며, 미술문화의 진흥발전에 기여할 목적으로 1996년 12월 23일 설립된 문화체육관광부 소관의 재단법인이다. 사무실은 서울특별시 성북구 성북동 330-484에 있다.

홈페이지 : https://www.seokeunfoundation.org/

## 주요 업무
- 미술기념관의 설립과 운영
- 미술에 관한 참고 자료의 수집, 보관, 전시
- 미술문화관련 세미나 개최 등

## 같이 보기
- 변종하